# 성화 (연호)
성화(成化, 1465년 ~ 1487년)는 명나라 헌종(憲宗) 성화제(成化帝)의 연호이다. 23년 가량 사용하였다.

## 개원
- 천순(天順) 8년 1월 22일[1](율리우스력 1464년 2월 28일)에 연호를 성화(成化)로 정하고, 다음 해 1월 1일[2](율리우스력 1465년 1월 27일)에 개원함.[3][4][5]

- 성화(成化) 23년 9월 6일[6](율리우스력 1487년 9월 22일)에 연호를 홍치(弘治)로 정하고, 다음 해 1월 1일[7](율리우스력 1488년 1월 14일)에 개원함.[8][9][5]

## 연대 대조표
| 성화 | 서기(西紀) | 간지(干支) |
| 원년 | 1465년     | 을유(乙酉) |
| 2년  | 1466년     | 병술(丙戌) |
| 3년  | 1467년     | 정해(丁亥) |
| 4년  | 1468년     | 무자(戊子) |
| 5년  | 1469년     | 기축(己丑) |
| 6년  | 1470년     | 경인(庚寅) |
| 7년  | 1471년     | 신묘(辛卯) |
| 8년  | 1472년     | 임진(壬辰) |
| 9년  | 1473년     | 계사(癸巳) |
| 10년 | 1474년     | 갑오(甲午) |
| 성화 | 서기(西紀) | 간지(干支) |
| 11년 | 1475년     | 을미(乙未) |
| 12년 | 1476년     | 병신(丙申) |
| 13년 | 1477년     | 정유(丁酉) |
| 14년 | 1478년     | 무술(戊戌) |
| 15년 | 1479년     | 기해(己亥) |
| 16년 | 1480년     | 경자(庚子) |
| 17년 | 1481년     | 신축(辛丑) |
| 18년 | 1482년     | 임인(壬寅) |
| 19년 | 1483년     | 계묘(癸卯) |
| 20년 | 1484년     | 갑진(甲辰) |
| 성화 | 서기(西紀) | 간지(干支) |
| 21년 | 1485년     | 을사(乙巳) |
| 22년 | 1486년     | 병오(丙午) |
| 23년 | 1487년     | 정미(丁未) |

## 동시대 연호

### 중국
- 유통(劉通) 덕승(德勝) (1465년 ~ 1466년)

### 베트남
- 꽝투언(光順) (1460년 ~ 1469년)
- 홍득(洪德) (1470년 ~ 1497년)

### 일본
- 간쇼(寬正) (1460년 ~ 1466년)
- 분쇼(文正) (1466년 ~ 1467년)
- 오닌(應仁) (1467년 ~ 1469년)
- 분메이(文明) (1469년 ~ 1487년)
- 조쿄 (1487년 ~ 1489년)

## 같이 보기
- 중국의 연호 목록